# Вивипария

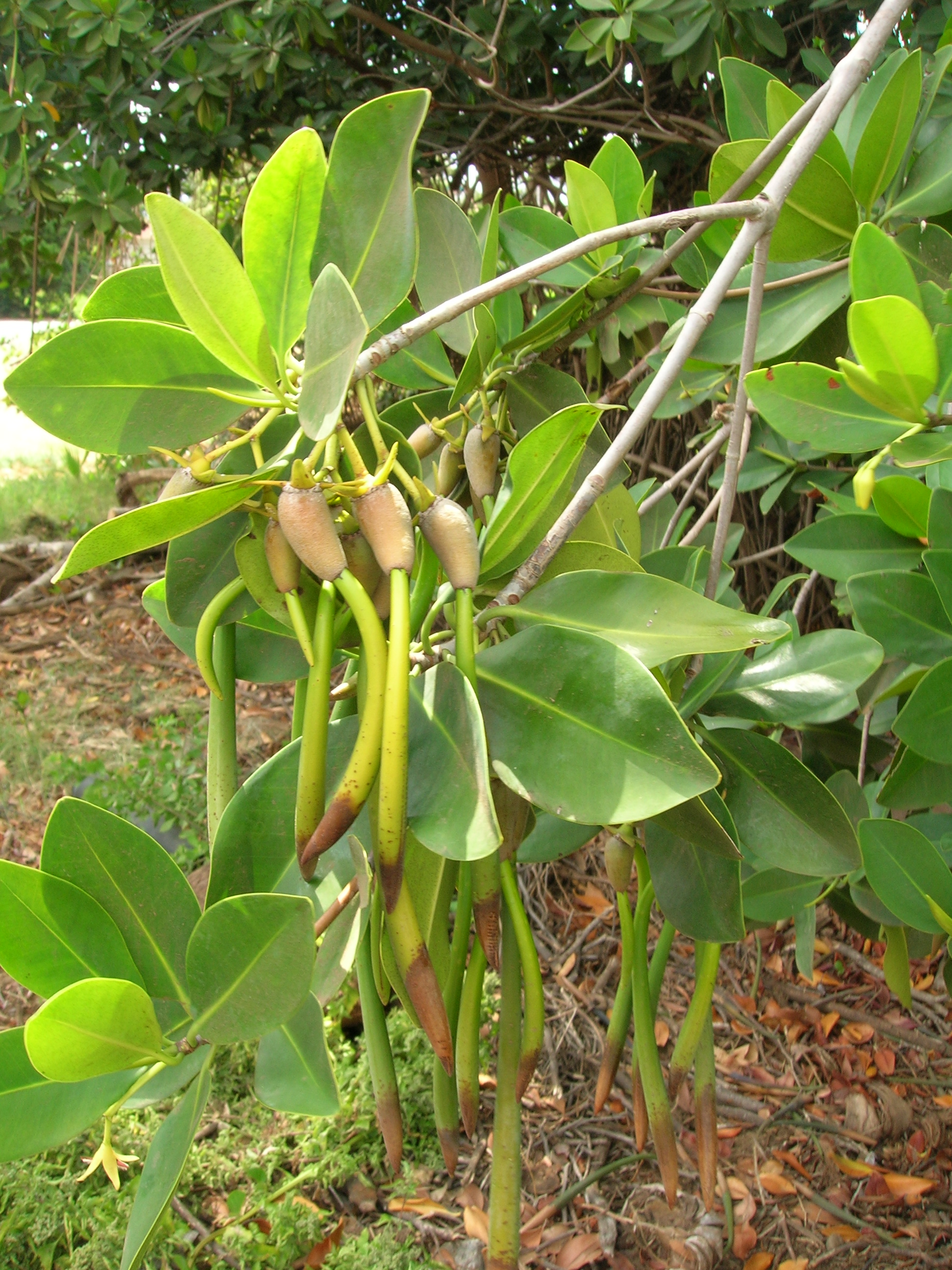
Плоды с проростками у ризофоры мангле

Вивипария  (от лат. vivus — живой и pario — рожаю) — прорастание семян в ещё не зрелых плодах, не утративших физиологическую связь с материнским растением. Превращение цветков в луковички и клубеньки тоже называют вивипарией. Характерна для мангровых растений.
После оплодотворения проросток растёт либо внутри плода (эгиалитис (Aegialitis), акантус (Acanthus), авиценния (Avicennia), эгицерас (Aegiceras)), либо прорастает через плод наружу (ризофора (Rhizophora), цериопс (Ceriops), бругиера (Bruguiera), нипа (Nypa)). После созревания сеянец может укорениться в месте падения или остаться плавать в воде, которая может переносить его на большие расстояния. Сеянцы способны переносить высыхание и оставаться в пассивном состоянии в течение недель, месяцев или даже более года до тех пор, пока не попадут в благоприятную среду.
Вивипария достаточно редкое явление среди высших растений. Помимо мангровых деревьев, широко распространена среди произрастающих на тропических мелководьях морских трав.
«Прорастание на корню» у некоторых злаковых не считается вивипарией, так как у них начинают расти зерновки, утратившие физиологическую связь с материнским растением.
Ложная вивипария — способ вегетативного размножения при помощи расположенных в области соцветия пазушных почек с утолщенным стеблем (бульбочек), или  с утолщенными чешуями (бульбилл).